# Cicurina atomaria
Cicurina atomaria är en spindelart som beskrevs av Simon 1898. Cicurina atomaria ingår i släktet Cicurina och familjen kardarspindlar. Inga underarter finns listade i Catalogue of Life.